# Sluneční stezka na Bílou horu
Sluneční stezka na Bílou horu je naučná stezka ve Štramberku a Kopřivnici v okrese Nový Jičín v Moravskoslezském kraji. Nachází se na svazích a vrcholu Bílé hory (557 m n. m.) ve Štramberské vrchovině, části pohoří Podbeskydská pahorkatina.

## Historie stezky
Sluneční stezka na Bílou horu je společným projektem měst Štramberk a Kopřivnice. Myšlenka vzniku této netradiční stezky pochází z 90. let 20. století, avšak byla realizována až v roce 2016 a rozšířena v roce 2018.

## Popis trasy stezky
Neoficiální začátek trasy je u parkoviště vedle vstupu do Botanické zahrady a arboreta Štramberk a vede až k sedlu a vyhlídce U Panny Marie (se sochou Panny Marie a Lípou u Panny Marie na pomezí Kopřivnice a Štramberka), u které má trasa stezky stanovený počátek a od kterého se klikatě táhne až na vrchol k rozhledně Bílá hora. Směrové ukazatele mají symbolický tvar ocelových šípů ve kmeni. Stezka délky 0,7 km má 12 zastavení s informačními panely. U každého zastavení jsou do kamene vyrytá souhvězdí a slova, která dohromady dávají citát od britského hudebníka Johna Lennona. Tématem stezky je 12 znamení zvěrokruhu s příslušnými souhvězdími. Na stezce je také z různých druhů kamenů připravena hmatová stezka pro bosé nohy, lavičky a vyhlídka s 12 dřevěnými křesly se sešity pro zapsání vzkazů dalším lidem. Sluneční stezka na Bílou horu se překrývá s částmi úseků stezek Lašská naučná stezka Štramberk a Lašská naučná stezka Kopřivnice.

## Další informace
Stezka je celoročně volně přístupná.

## Galerie

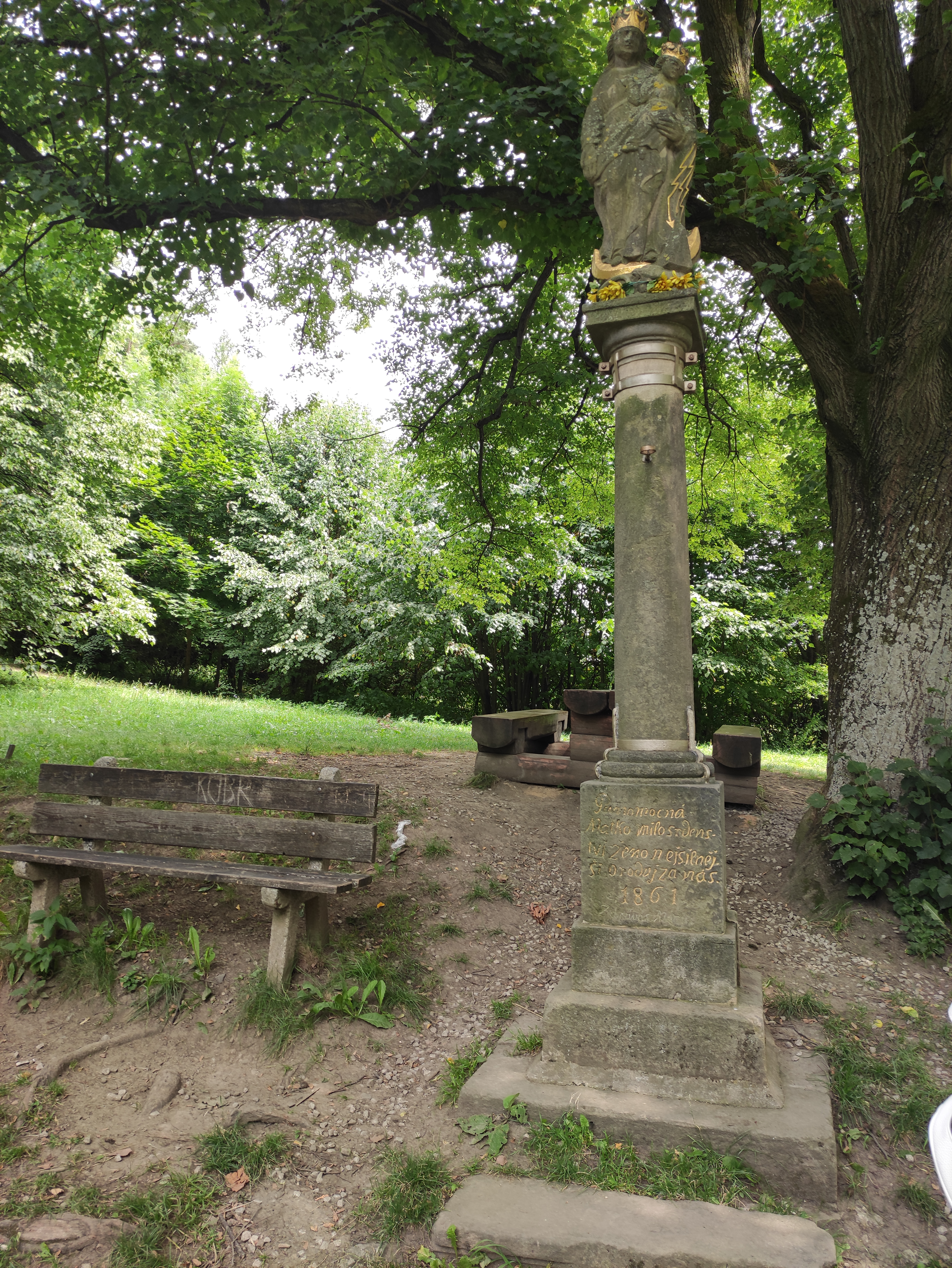
U Panny Marie
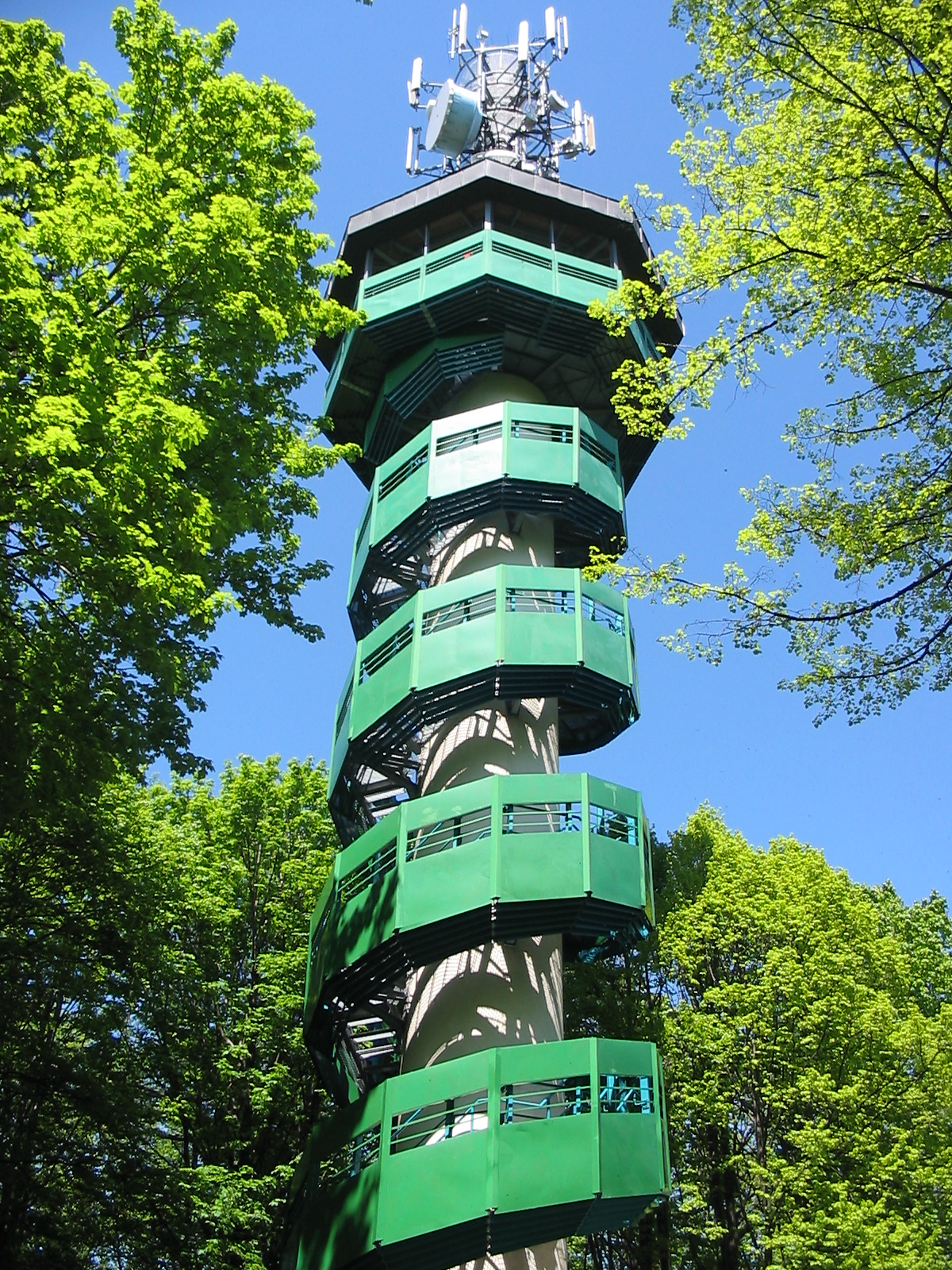
Rozhledna Bílá hora